# Фритјоф Нансен
Фритјоф Ведел-Јарлсберг Нансен (норв. Fridtjof Wedel-Jarlsberg Nansen; Осло, 10. октобар 1861 — Лисакер, 13. мај 1930), норвешки истраживач, зоолог и дипломата.
Фритјоф Нансен, један од најпознатијих светских поларних истраживача, стекао је светску славу својим експедицијама преко Гренланда и путовањем бродом Фрам преко Арктичког океана. На скијама је прешао цели Гренланд 1888. Први је открио је постојање сталног дебелог слоја леда на Арктику. Пошто је схватио да неће моћи бродом до Северног Пола кренуо је пешице. Заједно са Хјалмаром Јохансеном дошао је најдаље на север од свих људи дотада. Њих двојица су дошли априла 1895. до 86° 14´. Презимили су на Земљи Франца Јозефа једући месо поларних медведа. Једна британска експедиција их је спасила и покупила у лето 1896. Био је научник, касније професор зоологије и океанографије, али и способан скијаш, што му је било од велике користи у поларним истраживањима. 
Године 1888. био је први који је на санкама са псећом вучом истражио унутрашњост Гренланда. Северни ледени океан је истраживао од 1893-96. Добитник је Нобелове награде за мир 1922. године. Допринео је потписивању женевског протокола о избеглицама за које је уведен пасош названа његовим именом - Нансенов пасош. Руководећи Високим поверенством за избеглице збринуо је на стотине хиљада избеглица.